# Yevhen Konoplyanka
Yevhen Olehovytch Konoplyanka (en ukrainien : Євген Олегович Коноплянка, Ievhen Olehovytch Konoplianka), né le 29 septembre 1989 à Kirovograd, est un footballeur international ukrainien.
Il commence sa carrière à l'Olimpik Kirovograd, en Premier League ukrainienne, et évolue depuis 2010 avec le numéro 10 en tant que milieu offensif ou ailier au FK Dnipro et rejoint en 2015 le Séville FC. Après une saison, il est prêté au Schalke 04 avec option d'achat obligatoire. Il joue depuis 2010 dans l'équipe nationale d'Ukraine, avec laquelle il participe aux Euros 2012 et 2016.

## Biographie

### Jeunesse
À l'âge de sept ans, Konoplyanka fait ses débuts au karaté et au football simultanément. Il est aujourd'hui ceinture noire. Il commence sa carrière junior avec le FC Olimpik Kirovohrad, et l'entraîneur Yuriy Kevlych. Il a également participé au Concours national de la jeunesse ukrainienne.

### Carrière professionnelle

#### FK Dnipro Dnipropetrovsk (2006-2015)
Konoplyanka a signé à l'âge de 16 ans avec l'équipe des jeunes du FK Dnipro.

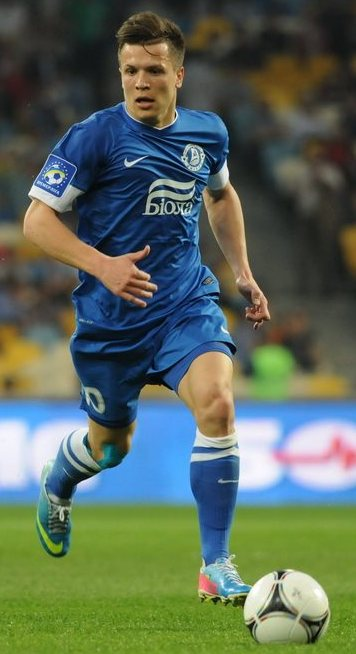
Konoplyanka avec le FK Dnipro en 2013.

Konoplaynka fait ses débuts en équipe première lors d'un match de Premier League ukrainienne le 26 août 2007 lors d'un match à domicile contre Zakarpattia Oujgorod qui s'est terminé sur le score de 0-0. Konoplyanka est entré en jeu lors de la 83e minute en remplaçant Jaba Kankava.
Son premier but dans le championnat ukrainien fut le 28 février 2010 lors d'un match à domicile contre le Zorya Luhansk (2-2). Lors de la seconde moitié de la saison 2009-2010, Konoplyanka s'est imposé en tant que titulaire indiscutable et a joué tous les matchs restant.
En mars 2011, le Dynamo Kiev, entraîné par Oleh Luzhny, a exprimé son désir de voir Konoplyanka dans ses rangs. Les médias ont rapporté que le Dynamo aurait fait une offre de 14 millions d'euros au Dnipro. En réponse, l'entraîneur du Dnipro, Juande Ramos, déclare qu'il vendra Konoplyanka seulement en échange de 50 millions d'euros.
En janvier 2014, Konoplyanka est tout proche de rejoindre Liverpool en échange de 16 millions d'euros, sa (nouvelle) clause de rachat, mais le président du Dnipro, Ihor Kolomoïsky, refuse de voir le transfert s'effectuer.
Konoplyanka a été un joueur capital lors de la saison exceptionnelle du Dnipro en 2014-2015. Lui et son club ont fini troisième de leur championnat et se sont offert une place en finale de l'Ligue Europa contre le Séville FC, son futur club. Il fut nommé dans l'équipe type de la saison 2014-2015 en Ligue Europa.
Lors du mercato d'été 2015, il quitte son club formateur gratuitement pour rejoindre l'Espagne, à Séville. Il a à son compteur 204 matchs avec le Dnipro, et a marqué 45 buts.

#### Séville FC (2015-2017)
Le 9 juillet 2015, Konoplyanka signe au Séville FC un contrat de 4 ans, gratuitement.

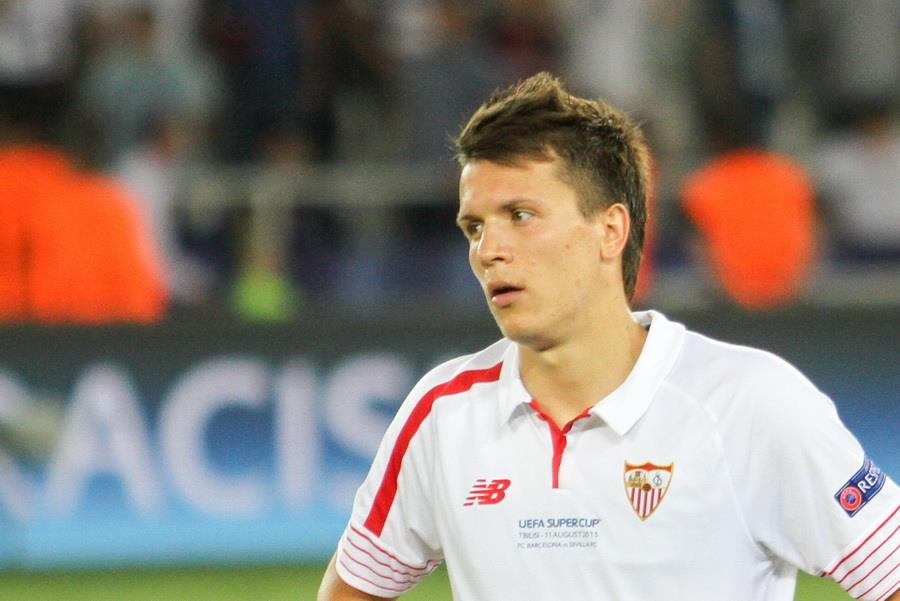
Konoplyanka avec le FC Séville en Super Coupe en 2015.

Konoplyanka débute en Super Coupe, face au FC Barcelone. Il rentre en jeu à la 68e minute en remplaçant Antonio Reyes et marque son premier but avec le Séville FC 15 minutes plus tard. C'est donc son but qui permet au Séville FC d'obtenir les prolongations. Séville s'inclinera finalement sur le score ahurissant de 5-4.
Le 21 août 2015, il fait ses débuts en Liga lors d'un match nul contre Málaga (0-0). Il fait son apparition dans le match à la 65e minute en remplaçant José Antonio Reyes.
Le 15 septembre 2015, Il marque son premier but avec le FC Séville en Ligue des Champions face au Borussia Monchengladbach juste après son entrée en jeu. Il récidive à l'occasion de la troisième journée de Ligue des Champions, lors d'un match chez Manchester City. Malgré l'ouverture du score de Konoplyanka, le FC Séville s'incline 2-1.

#### Schalke 04 (2016-2019)
Le 30 août 2016, il est prêté au Schalke 04 avec obligation d'achat à la fin de la saison, pour 12,5 millions d'euros. Il rejoint donc définitivement le club allemand pour la saison 2017-2018.

#### Chakhtar Donetsk (2019-2021)
Il signe en 2019 au Chakhtar Donetsk, il reste jusqu'en 2021.

#### Fin de carrière (depuis 2022)
Le 11 février 2022, il rejoint le KS Cracovie en Pologne jusqu'à la fin de la saison.
Laissé libre, il rejoint ensuite la Roumanie où il signe pour 2 saisons, en juillet 2023, pour le CFR Cluj.

### Carrière internationale

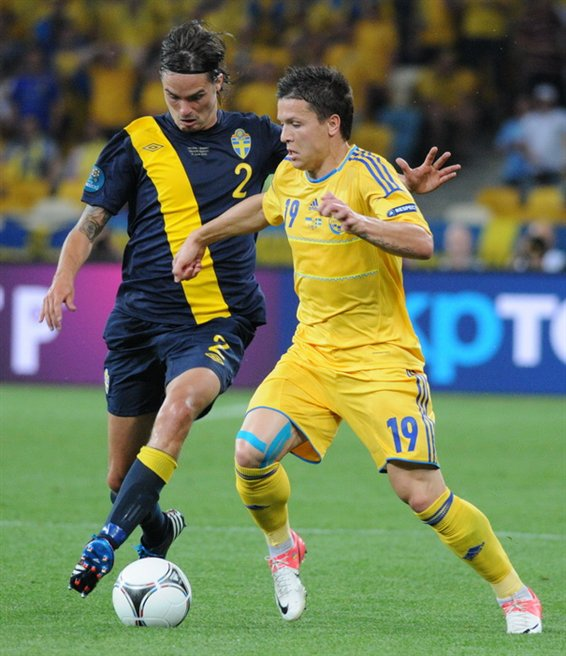
Konoplyanka à l'Euro 2012 face à la Suède.

En avril 2010, Konoplaynka fut sélectionné par l'entraîneur de l'Ukraine, Myron Markevychavec, avec l'équipe nationale de l'Ukraine. Il a fait ses débuts internationaux le 25 mai, en jouant l'intégralité d'un match amical 4-0 contre la Lituanie à Kharkiv. Quatre jours plus tard à l'Arena Lviv, il marque son premier but international contre la Roumanie lors d'un match amical. Le match se termina sur le score de 3-2 pour l'Ukraine.
Plus tard, il est dans le groupe Ukrainien pour participer à l'Euro 2012. Il commence et termine les trois matchs de phase de groupe en offrant une passe décisive à Andriy Shevchenko lors d'une victoire de 2-1 contre la Suède. Malheureusement, lui et son équipe seront éliminés dès les phases de poule, en terminant troisième de leur groupe.
Le 11 septembre 2012, Konoplyanka a marqué un but lors d'un match face à l'Angleterre qui se conclut sur le score de 1-1 au stade de Wembley lors d'un match de qualification pour la Coupe du monde 2014. La BBC s'est exprimé sur belle performance : "l'énorme Yevhen Konoplyanka a livré une performance magistrale au milieu de terrain" Il a marqué deux autres buts lors des qualifications pour la Coupe du monde de l'Ukraine lors de victoires face au Saint-Marin et face au Monténégro, mais l'équipe d'Ukraine s'est fait éliminer par la France lors des barrages.

## Statistiques
| Saison                | Club                  | Championnat           | Championnat | Championnat | Championnat | Coupe(s) nationale(s) | Coupe(s) nationale(s) | Coupe(s) nationale(s) | Supercoupe | Supercoupe | Supercoupe | Compétition(s) continentale(s) | Compétition(s) continentale(s) | Compétition(s) continentale(s) | Compétition(s) continentale(s) | Supercoupe UEFA | Supercoupe UEFA | Supercoupe UEFA | Total | Total | Total |
| Saison                | Club                  | Division              | M.          | B.          | P.d.        | M.                    | B.                    | P.d.                  | M.         | B.         | P.d.       | Comp.                          | M.                             | B.                             | P.d.                           | M.              | B.              | P.d.            | M.    | B.    | P.d.  |
| 2007-2008             | FK Dnipro             | Premyer Liha          | 2           | 0           | 0           | -                     | -                     | -                     | -          | -          | -          | -                              | -                              | -                              | -                              | -               | -               | -               | 2     | 0     | 0     |
| 2008-2009             | FK Dnipro             | Premyer Liha          | 11          | 0           | 0           | -                     | -                     | -                     | -          | -          | -          | -                              | -                              | -                              | -                              | -               | -               | -               | 11    | 0     | 0     |
| 2009-2010             | FK Dnipro             | Premyer Liha          | 22          | 4           | 2           | 2                     | 0                     | 0                     | -          | -          | -          | -                              | -                              | -                              | -                              | -               | -               | -               | 24    | 4     | 2     |
| 2010-2011             | FK Dnipro             | Premyer Liha          | 25          | 6           | 3           | 3                     | 0                     | 1                     | -          | -          | -          | C3                             | 3                              | 0                              | 0                              | -               | -               | -               | 31    | 6     | 4     |
| 2011-2012             | FK Dnipro             | Premyer Liha          | 28          | 8           | 8           | 2                     | 1                     | 0                     | -          | -          | -          | C3                             | 2                              | 0                              | 0                              | -               | -               | -               | 32    | 9     | 8     |
| 2012-2013             | FK Dnipro             | Premyer Liha          | 20          | 2           | 4           | 3                     | 0                     | 0                     | -          | -          | -          | C3                             | 9                              | 3                              | 3                              | -               | -               | -               | 32    | 5     | 7     |
| 2013-2014             | FK Dnipro             | Premyer Liha          | 27          | 8           | 6           | 1                     | 1                     | 0                     | -          | -          | -          | C3                             | 8                              | 4                              | 3                              | -               | -               | -               | 36    | 13    | 9     |
| 2014-2015             | FK Dnipro             | Premyer Liha          | 21          | 7           | 3           | 4                     | 0                     | 1                     | -          | -          | -          | C1+C3                          | 2+15                           | 0+1                            | 0+3                            | -               | -               | -               | 42    | 8     | 7     |
| Sous-total            | Sous-total            | Sous-total            | 156         | 35          | 26          | 15                    | 2                     | 2                     | -          | -          | -          | -                              | 39                             | 8                              | 9                              | -               | -               | -               | 210   | 45    | 37    |
| 2015-2016             | Séville FC            | Liga BBVA             | 32          | 4           | 7           | 7                     | 1                     | 1                     | -          | -          | -          | C1+C3                          | 6+6                            | 2+0                            | 1+0                            | 1               | 1               | 0               | 52    | 8     | 9     |
| 2016-2017             | Séville FC            | Liga BBVA             | -           | -           | -           | -                     | -                     | -                     | 1          | 0          | 0          | C1                             | -                              | -                              | -                              | 1               | 1               | 0               | 2     | 1     | 0     |
| Sous-total            | Sous-total            | Sous-total            | 32          | 4           | 7           | 7                     | 1                     | 1                     | 1          | 0          | 0          | -                              | 12                             | 2                              | 1                              | 2               | 2               | 0               | 54    | 9     | 9     |
| 2016-2017             | Schalke 04            | Bundesliga            | 17          | 1           | 1           | 2                     | 3                     | 0                     | -          | -          | -          | C3                             | 8                              | 2                              | 1                              | -               | -               | -               | 27    | 6     | 2     |
| 2017-2018             | Schalke 04            | Bundesliga            | 27          | 4           | 4           | 3                     | 2                     | 0                     | -          | -          | -          | -                              | -                              | -                              | -                              | -               | -               | -               | 30    | 6     | 4     |
| 2018-2019             | Schalke 04            | Bundesliga            | 13          | 1           | 1           | 2                     | 0                     | 0                     | -          | -          | -          | C1                             | 6                              | 0                              | 1                              | -               | -               | -               | 21    | 1     | 2     |
| Sous-total            | Sous-total            | Sous-total            | 57          | 6           | 6           | 7                     | 5                     | 0                     | -          | -          | -          | -                              | 14                             | 2                              | 2                              | -               | -               | -               | 78    | 13    | 8     |
| 2019-2020             | Shakhtar Donetsk      | Premyer Liha          | 20          | 4           | 3           | 1                     | 0                     | 0                     | -          | -          | -          | C1+C3                          | 4+5                            | 1+0                            | 0                              | -               | -               | -               | 30    | 5     | 3     |
| 2020-2021             | Shakhtar Donetsk      | Premyer Liha          | 8           | 0           | 0           | 1                     | 0                     | 0                     | 1          | 0          | 0          | C3                             | 4                              | 0                              | 0                              | -               | -               | -               | 14    | 0     | 0     |
| 2021-2022             | Shakhtar Donetsk      | Premyer Liha          | -           | -           | -           | -                     | -                     | -                     | -          | -          | -          | C1                             | 1                              | 0                              | 0                              | -               | -               | -               | 1     | 0     | 0     |
| Sous-total            | Sous-total            | Sous-total            | 28          | 4           | 3           | 2                     | 0                     | 0                     | 1          | 0          | 0          | -                              | 14                             | 1                              | 0                              | 0               | 0               | 0               | 45    | 5     | 3     |
| 2021-2022             | KS Cracovie           | Ekstraklasa           | 10          | 0           | 0           | -                     | -                     | -                     | -          | -          | -          | -                              | -                              | -                              | -                              | -               | -               | -               | 10    | 0     | 0     |
| 2022-2023             | KS Cracovie           | Ekstraklasa           | 17          | 1           | 0           | 2                     | 2                     | 0                     | -          | -          | -          | -                              | -                              | -                              | -                              | -               | -               | -               | 19    | 3     | 0     |
| Sous-total            | Sous-total            | Sous-total            | 27          | 1           | 0           | 2                     | 2                     | 0                     | 0          | 0          | 0          | -                              | 0                              | 0                              | 0                              | 0               | 0               | 0               | 29    | 3     | 0     |
| Total sur la carrière | Total sur la carrière | Total sur la carrière | 300         | 50          | 42          | 33                    | 10                    | 3                     | 2          | 0          | 0          | -                              | 79                             | 13                             | 12                             | 2               | 2               | 0               | 416   | 75    | 57    |

## Palmarès
Ukraine
- Vainqueur du Championnat d'Europe des moins de 19 ans 2009.

 FK Dnipro
- Finaliste de la Ligue Europa 2015.

 Seville FC
- Vainqueur de la Ligue Europa 2016.
- Finaliste de la Supercoupe de l'UEFA 2015 et 2016.
- Finaliste de la Coupe d'Espagne 2016.
- Finaliste de la Supercoupe d'Espagne 2016.

 Chakhtar Donetsk
- Vainqueur du Championnat d'Ukraine en 2020.